# Ernst Lundquist
Ernst Gustaf Lundquist, född den 3 februari 1851 i Nyköping, Södermanlands län, död 18 januari 1938 i Matteus församling, Stockholm, var en svensk översättare och författare. Pseudonymer: Emmy Stern ; Stern.

## Biografi
Föräldrar var provinsialläkaren Gustaf Mauritz Lundquist och Catharina Charlotta Rydström. Han gifte sig 1882 med Ida (Iris) Amalia Hoflund (1852-1919). Lundquist tog studentexamen 1869 och studerade vid Uppsala universitet 1869-1877. Han var litterär rådgivare vid Dramaten 1881-1898 och 1904-1907. 
Han var hela livet verksam som författare och översättare och i den senare rollen mycket respekterad och ofta anlitad. Han översatte tjugofyra av Jack Londons romaner och introducerade fransk realism och naturalism för den svenska publiken.

### Översättningar (urval)
- Benvenuto Cellini: Benvenuto Cellinis liv skildrat av honom själv (Bonnier, 1906)
- Alphonse Daudet: Lille parfvelns historia (Le petit chose) (Bonnier, 1879)
- Grazia Deledda: Murgrönan (Bonniers, 1926)
- Charles Dickens: Oliver Twist: samhällsroman (Oliver Twist) (Ljus, 1898)
- Arthur Conan Doyle: Brigadgeneralens hjältedater (Geber, 1896-1903)
- Gustave Flaubert: Fru Bovary: sedemålning från landsorten (Madame Bovary) (Bonnier, 1883)
- Theodor Fontane: Effi Briest (Ljus, 1902)
- Anatole France: Sylvestre Bonnards brott (Bonnier, 1892)
- Ivan Gontjarov: Oblomow: sedeskildring från Ryssland (Oblomov) (Bonnier, 1887)
- Knut Hamsun: Pan: ur löjtnant Thomas Glahns papper (Pan) (Ljus, 1902)
- Alexander Kielland: Skeppar Worse (Bonnier, 1882)
- Jack London: 24 titlar.
- Henrik Pontoppidan: Från landsbygden (Bonnier, 1885)
- George Sand: Djefvuls-kärret: byhistoria (La mare au diable) (Fahlcrantz, 1888)
- Tusen och en natt (översättning Hjalmar Bergman (del 1-3), Ernst Lundquist (del 4-5, 8-10) och Richard Hejll (del 6-7), Bonnier, 1918-1923)
- Mark Twain: Tom Sawyer som detektiv (Geber, 1896)
- P. G. Wodehouse: Psmith som journalist (Bonnier, 1922)
- Voltaire: Karl den tolftes historia (Histoire de Charles XII) (Bonnier, 1918)
- Émile Zola: Bättre slödder: sedeskildringar från parisiska borgarkretsar (Bonnier, 1882)